# Hrvatica (pasmina kokoši)
Hrvatica ili dudica, hrvatska je pasmina kokoši. 
Nastala je 1917. godine u podravskom selu Torčecu križanjem domaće kokoši s pijetlovima pasmine leghorn. U daljnjem uzgoju izlučivale su se jedinke s bijelim perjem. Kasnije je uslijedilo i križanje s pasminom wellsummer. Na državnom dobru u Karađorđevu pobijedila je u nešenju jaja 1937. godine i dobila ime Hrvatica.
Postoje 4 soja: crveni, crni, crno-zlatni i jarebičasto-zlatni soj. Kod svih sojeva postoje bijeli podušnjaci. Crni i crno-zlatni soj ima sivkaste noge, a crveni i jarebičasto-zlatni imaju bijele noge. Najčešći je crveni soj, a najrjeđi crno-zlatni. Najviše kokoši Hrvatice ima u Podravini i Međimurju, a može se naći i u ostalim krajevima Hrvatske. Pijevci teže do 2,50 kg, a kokoši do 1,90 kg. Uzgaja se tradicionalno na malim poljoprivrednim gospodarstvima, a veći dio života provedu na otvorenom. Otporne su i nemaju velike zahtjeve u prehrani. Hrvatska poljoprivredna agencija brine o razvoju i očuvanje pasmine.
Kokoš hrvatica snese i do 300 jaja godišnje.